# Step Up 3D
Vũ điệu đường phố 3 là một bộ phim dance 3D Mỹ 2010 được viết bởi Amy Andelson và Emily Meyer của đạo diễn Jon M. Chu.